# Avaux
Avaux település Franciaországban, Ardennes megyében. Lakosainak száma 511 fő (2022. január 1.). Avaux Évergnicourt, Proviseux-et-Plesnoy, Asfeld, Brienne-sur-Aisne, Vieux-lès-Asfeld és Villers-devant-le-Thour községekkel határos.

## Népesség
A település népességének változása:
| Lakosok száma | 327  | 293  | 404  | 463  | 439  | 455  | 466  | 465  | 480  | 511  |
|               | 1968 | 1982 | 1990 | 2006 | 2013 | 2015 | 2017 | 2019 | 2020 | 2022 |